# Cantone di Vannes-1
Il Cantone di Vannes-1 è una divisione amministrativa dell'Arrondissement di Vannes.
È stato costituito a seguito della riforma approvata con decreto del 21 febbraio 2014, che ha avuto attuazione dopo le elezioni dipartimentali del 2015.

## Composizione
Comprende solo parte della città di Vannes.